# Kurt Wissemann
Kurt Wissemann (ur. 20 marca 1893 w Elberfeldzie, zm. 28 września 1917 w okolicach Westrozebeke) – as lotnictwa niemieckiego Luftstreitkräfte z 5 potwierdzonymi zwycięstwami w I wojnie światowej. 
Po ukończeniu Jastaschule I 28 maja 1917 roku został przydzielony do eskadry myśliwskiej Jagdstaffel 3 dowodzonej przez porucznika Hermanna Kohze. Pierwsze zwycięstwo powietrzne odniósł 6 lipca. Do końca sierpnia 1917 roku odniósł łącznie 4 zwycięstwa. 11 września 1917 roku w walce powietrznej spotkał się w okolicach Poelkapelle (Belgia) z największym ówczesnym asem francuskim Georges Guynemerem, mającym wówczas na swoim koncie 53 zwycięstwa. Z walki Kurt Wissemann wyszedł zwycięsko. 28 września 1917 roku został zestrzelony, prawdopodobnie przez innego asa francuskiego, René Foncka.

## Odznaczenia
- Krzyż Żelazny I Klasy
- Krzyż Żelazny II Klasy